# Veni Vidi Vicious
Veni Vidi Vicious je deska švédské kapely The Hives, která vyšla v roce 2000. Je to druhá studiová deska kapely, která vyšla u labelu Burning Heart.
Název desky si kapela půjčila ze slavného výroku, který řekl Julius Caesar a v plném znění zněl Veni, Vidi, Vici. Poslední slovo Vicious (angl. "zběsilý") je také přezdívka Simona Johna Ritchieho neboli Sida Viciouse, baskytaristy Sex Pistols.

## Seznam písní
1. "The Hives – Declare Guerre Nucleaire" – 1:35
2. "Die, All Right!"– 2:46 Videoklip
3. "A Get Together to Tear It Apart"– 1:52
4. "Main Offender" – 2:33 Videoklip
5. "Outsmarted" – 2:22
6. "Hate to Say I Told You So" – 3:22
7. "The Hives - Introduce the Metric System in Time" – 2:06
8. "Find Another Girl" – 3:12
9. "Statecontrol" – 1:54
10. "Inspection Wise 1999" – 1:37
11. "Knock Knock" – 2:10
12. "Supply and Demand" – 2:26